# Canton de Larche
Le canton de Larche est une ancienne division administrative française située dans le département de la Corrèze, en région Limousin.

## Histoire
Le canton de Larche est l'un des cantons de la Corrèze créés en 1790, en même temps que la plupart des autres cantons français. Il a d'abord été rattaché au district de Brive avant de faire partie de l'arrondissement de Brive-la-Gaillarde.

### Redécoupage cantonal de 2014-2015
Par décret du 24 février 2014, le nombre de cantons du département passe de 37 à 19, avec mise en application aux élections départementales de mars 2015. Le canton de Larche est supprimé à cette occasion. Ses huit communes sont alors rattachées au canton de Saint-Pantaléon-de-Larche.

## Géographie
Ce canton était organisé autour de Larche dans l'arrondissement de Brive-la-Gaillarde. Son altitude variait de 82 m (Saint-Pantaléon-de-Larche) à 353 m (Lissac-sur-Couze) pour une altitude moyenne de 196 m.

## Administration

### Conseillers d'arrondissement (de 1833 à 1940)
| Période                                  | Période      | Identité                      | Étiquette   | Qualité |
| ---------------------------------------- | ------------ | ----------------------------- | ----------- | --- |
| 1833                                     | 1845         | M. Blusson                    |             | Maire de Larche                                                                                             |
| 1845                                     | 1848         | François Puybaret (1810-1867) |             | Notaire, propriétaire à Jauzac, maire de Chasteaux (1839-1848)                                              |
|                                          |              |                               |             | |
| 1898                                     | 1910         | Léon Gourdal                  | Républicain | Propriétaire-viticulteur-pépiniériste à Saint-Cernin-de-Larche                                              |
| 1910                                     | 1928 (décès) | Jean Mathou                   | Radical     | Maire puis adjoint au maire de Mansac, Président du Conseil d'arrondissement                                |
| 1928                                     | 1934         | François-Michel Sage          | Radical     | Maire de Cublac                                                                                             |
| 1934                                     | 1940         | Antoine Leymarie              | Radical     | Maire de Mansac                                                                                             |
| 1940                                     |              |                               |             | Les conseils d'arrondissement ont été suspendus par la loi du 12 octobre 1940 et n'ont jamais été réactivés |
| Les données manquantes sont à compléter. |              |                               |             | |

### Conseillers généraux de 1833 à 2015
| Période          | Période      | Identité                                | Étiquette           | Qualité |
| ---------------- | ------------ | --------------------------------------- | ------------------- | --- |
| 1833             | 1836         | Jean-Baptiste Louis Beaudenom de Lamaze |                     | Notaire à Larche |
| 1836             | 1845         | Nicolas Joseph Godin (de Lépinay)       |                     | Colonel en retraite, propriétaire du château de Moriolles Maire de Lissac                                                                |
| 1845             | 1848         | Jules Barbazan                          |                     | Maître de forges à Salon-la-Tour |
| 1848             | 1856         | Jean-Baptiste Constant                  |                     | Juge de paix à Larche |
| 1856             | 1858         | Pierre-Aimé Chauviniat (1809-1888)      |                     | Avocat, adjoint au maire de Brive |
| 1858             | 1861         | François-Xavier Mialet                  |                     | Avoué à Brive, conseiller d'arrondissement                                                                                               |
| 1861             | 1864         | Adolphe Godin de Lépinay                | Droite              | Ingénieur en chef des Ponts et Chaussées Propriétaire à Lissac                                                                           |
| 1864             | 1869         | Antoine Malès (1797-1871)               |                     | Conseiller à la Cour de Limoges, propriétaire à Chasteaux                                                                                |
| 1869             | 1870         | Auguste Mathieu                         | Majorité dynastique | Avocat - Député (1863-1870) |
| 1870             | 1877         | Adolphe Godin de Lépinay                | Droite              | Ingénieur en chef des Ponts et Chaussées Propriétaire à Lissac                                                                           |
| 1877             | 1889         | Arthur Le Cherbonnier                   | Républicain         | Avocat Député (1876-1885) Sénateur (1885-1894)                                                                                           |
| 1889             | 1895         | Jean-Baptiste Blanc                     | Républicain         | Notaire - Maire de Mansac |
| 1895             | 1906 (décès) | Raoul Blusson                           | Rad.                | Médecin à Larche Maire de Saint-Pantaléon-de-Larche                                                                                      |
| 1906             | 1907         | Guillaume Coulié                        | Rad.                | Notaire, suppléant du juge de paix à Larche Maire de Chasteaux                                                                           |
| 1907             | 1913         | Auguste Marchand                        | Rad.                | Maire de Saint-Pantaléon-de-Larche (1906-1916)                                                                                           |
| 1913             | 1940         | Jean-Alexis Jaubert                     | Rad.                | Ingénieur Chef de cabinet du ministre de l'Agriculture Maire de Larche (1912-1961) Député (1928-1941) Sous-secrétaire d'État (1932-1938) |
|                  |              |                                         |                     | |
| 1942             | 1945         | Jean Faure                              |                     | Chef d'entreprise Maire de Saint-Cernin-de-Larche Nommé conseiller départemental en 1942                                                 |
|                  |              |                                         |                     | |
| 1945             | 1961 (décès) | Jean-Alexis Jaubert                     | Rad.                | Maire de Larche (1912-1961) Député (1928-1941) Sénateur (1952-1959) Sous-secrétaire d'État (1932-1938)                                   |
| 10 décembre 1961 | 1979         | Roger Laroche                           | CD puis DVD         | Avocat |
| 1979             | 1985         | Lucien Tronche                          | PCF                 | |
| 1985             | 2001 (décès) | Georges Auger (1929-2001)               | DVD puis RPR        | Conseiller régional Maire de Saint-Pantaléon-de-Larche (1977-2001)                                                                       |
| 2001             | 2015         | Jean-Jacques Delpech                    | UMP                 | Architecte Maire de Saint-Pantaléon-de-Larche (2001-2014) Élu en 2015 dans le canton de Saint-Pantaléon-de-Larche                        |

### Élections cantonales des 21 et 28 mars 2004
Source : Ministère de l'Intérieur, de l'Outre-mer et des Collectivités territoriales
1er tour
- Isabelle David (PS) - 24,56 %
- Jean-Jacques Delpech (UMP), maire de Saint-Pantaléon-de-Larche - 47,77 %
- Marie-France Lalle (FN) - 9,35 %
- Philippe Bernis (Les Verts) - 4,56 %
- Gilles Chatras (PCF) - 13,76 %

2e tour
- Isabelle David (PS) - 46,67 %
- Jean-Jacques Delpech (UMP), maire de Saint-Pantaléon-de-Larche - 53,33 % - Élu

## Composition
Le canton de Larche regroupait huit communes et comptait 11 737 habitants au 1er janvier 2012.
| Nom                       | Code Insee | Intercommunalité      | Population (dernière pop. légale) |
| ------------------------- | ---------- | --------------------- | --------------------------------- |
| Larche (chef-lieu)        | 19107      | CA du Bassin de Brive | 1 603 (2014)                      |
| Chartrier-Ferrière        | 19047      | CA du Bassin de Brive | 358 (2014)                        |
| Chasteaux                 | 19049      | CA du Bassin de Brive | 728 (2014)                        |
| Cublac                    | 19066      | CA du Bassin de Brive | 1 670 (2014)                      |
| Lissac-sur-Couze          | 19117      | CA du Bassin de Brive | 764 (2014)                        |
| Mansac                    | 19124      | CA du Bassin de Brive | 1 393 (2014)                      |
| Saint-Cernin-de-Larche    | 19191      | CA du Bassin de Brive | 671 (2014)                        |
| Saint-Pantaléon-de-Larche | 19229      | CA du Bassin de Brive | 4 778 (2014)                      |

## Démographie
| 1962  | 1968  | 1975  | 1982  | 1990  | 1999  | 2006   | 2011   | 2012   |
| ----- | ----- | ----- | ----- | ----- | ----- | ------ | ------ | ------ |
| 5 581 | 6 101 | 6 968 | 8 209 | 9 328 | 9 788 | 11 056 | 11 651 | 11 737 |